# Beaumont (Ardèche)
Beaumont é uma comuna francesa na região administrativa de Auvérnia-Ródano-Alpes, no departamento de Ardèche. Estende-se por uma área de 19,16 km². Em 2010 a comuna tinha 250 habitantes (densidade: 13 hab./km²).